# Berei református templom
A berei református templom a 12. század végén vagy a 13. század elején  épülhetett. Ugyanekkor egy freskó is elkészült a templom beltéri falán, mely Máriát ábrázolja miközben két angyal koronát helyez fejére. A templom szentélyét 1733-ban átépítették, majd 1766-ban újra egy felújításon ment keresztül. 1830-ban új torony is épült, melynek külső homlokzatain klasszicista építészeti jegyek figyelhetők meg. Egy 1834-es földrengés következtében a templom sok kárt szenvedett és felújítása sokáig elhúzódott. A templom két haranggal is rendelkezik: az egyik 1910-es, a másik pedig 1925-ös.

## Forrás
Bere - Református templom. www.zothmar.ro. Szatmár Megyei Múzeum (Hozzáférés: 2022. szeptember 25.)